# 高涤陈
高涤陈（1931年11月8日—2014年1月21日），辽宁康平人，中华人民共和国经济学家，中国社会科学院荣誉学部委员，中国社会科学院财贸物资经济研究所研究员。

## 生平
1948年起，先后在辽宁省康平县第九区人民政府、康平县国营公司、县政府工作。1955年，进入中国人民大学财贸经济系。毕业后进入中国科学院（今中国社会科学院）经济研究所，历任学术秘书，助理研究员。后进入财贸经济研究所先后任研究室主任、副所长，副研究员、研究员。分别在中国商业经济学、中国物资学会任副会长。此外先后在南京财经大学等十余所院校任兼职教授。2006年被评为中国社会科学院荣誉学部委员。

## 出版物
编撰了数十篇(本)学术论文和著作：
著作（包括合著）：《政治经济学讲话农村读本》、《商品流通若干理论问题》、《社会主义流通过程研究》、《服务经济学》、《商业运行概论》等。
论文：《关于农村集市贸易性质的几个问题》、《关于商品竞争规律的探讨》、《马克思的商品经济理论与社会主义经济》、《论各种商业形式存在的客观基础》、《商品经济形式与社会主义经济》、《东西方文化差异与贸易》等。